# Marzeporgohar
Marze Por Gohar, (persiska: حزب مرزپرگهر ) regimkritisk grupp bildad den 8 juli 1998 i Teheran i Iran av en grupp nationalistiska författare och journalister. 
Marze Por Gohar var en av de mest aktiva grupperna under studentprotesterna i juli 1999. Den 13 juli, på demonstrationernas femte dag, arresterades Marze-Por-Gohars ledare och medlemmar och skickades till fängelse. Flera av organisationens medlemmar har flytt från landet och verkar nu i exil.
Marze Por Gohar är republikaner och eftersträvar en sekulär republik.